# Herbert W. Hofmann
Herbert W. Hofmann (* 29. November 1934 in Worms) ist ein deutscher Sportfunktionär.

## Leben
Der Bankkaufmann Hofmann war bei der Volksbank Worms von 1860 in leitender Funktion tätig. Seit 1962 ist er verheiratet, er hat vier Kinder.
Hofmann ist seit seiner Jugend Mitglied der Turngemeinde 1846 Worms, deren Vorsitzender er war; nach seinem Ausscheiden aus diesem Amt wurde er zum Ehrenvorsitzenden des Vereins gewählt. Auch im Rheinhessischen Turnerbund ist Hofmann Ehrenmitglied des Vorstands. Von 1998 bis 2006 war er Präsident des Sportbundes Rheinhessen; danach wurde er zum Ehrenpräsident ernannt. Den Landessportbund Rheinland-Pfalz vertrat er als Vizepräsident bei wichtigen sportpolitischen Entscheidungen.
Hofmann war insgesamt zwanzig Jahre Mitglied des Stadtrats (CDU) der Stadt Worms. Für sein ehrenamtliches Engagement wurde er mehrfach von verschiedenen Institutionen geehrt.

## Ehrungen
- 1984 Turngemeinde 1846 Worms e. V. – Ehrenring
- 1984 Sportbund Rheinhessen – Ehrennadel in Gold[3]
- 1987 Bundesverdienstkreuz am Bande
- 1991 Landessportbund Rheinland-Pfalz – Ehrenplakette in Gold
- 1993 Sportplakette des Landes Rheinland-Pfalz
- 1994 Stadt Worms – Verdienstmedaille
- 1995 Deutscher Turner-Bund – Walter-Kolb-Plakette
- 1996 Industrie- und Handelskammer für Rheinhessen – Ehrenurkunde
- 1999 Bundesverdienstkreuz Erster Klasse
- 2004 Stadt Worms – Ratsehrennadel in Gold
- 2006 Verdienstorden des Landes Rheinland-Pfalz.[4]
- 2006 Minister des Innern und für Sport Rheinland-Pfalz – Sportobelisk
- 2006 Landessportbund Thüringen – GuthsMuths-Ehrenplakette
- 2008 Stadt Worms – Sportmedaille in Platin
- 2011 CDU-Kreisverband Worms – Pfarrer-Johannes-Weil-Preis.[5][6]
- 2014 Landessportbund Rheinland-Pfalz – Ehrenmitglied[7][8]
- 2014 Goldene Ehrenmedaille des "Comité International Pierre de Coubertin" (CIPC);[9]
- 2018 Turngemeinde 1846 Worms (TGW) für 80-jährige Vereinsmitgliedschaft[10]
- 2019 Adolf Kessel ehrt für 50 Jahre Treue zur CDU[11]